# Michelangelo Luchi

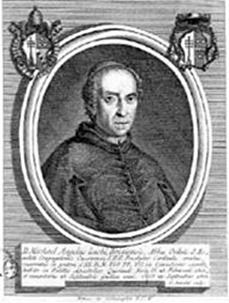
Michelangelo Kardinal Luchi OSB

Michelangelo Luchi OSB Cas (* 20. August 1744 in Brescia; † 29. September 1802 in Subiaco) war ein italienischer Benediktinermönch und Kardinal der Römischen Kirche. Er stand im Dienst der römischen Kurie. Sein Nachname wird auch als Lucchi genannt.

## Leben
Luchi war Benediktinermönch der Erzabtei Monte Cassino und später 1801 Kommendatarabt der Abtei Subiaco. Er war zudem Doktor für Griechisch und Hebräisch. Papst Pius VII. erhob ihn am 23. Februar 1801 in pectore zum Kardinal, was am 28. September des gleichen Jahres publiziert wurde. Er wurde Kardinalpriester mit der Titelkirche Santa Maria della Vittoria. Von 1801 bis 1802 war Luchi Präfekt der Römischen Kurie und im August 1802 Präfekt der Indexkongregation.
Er liegt in der Kirche des Klosters Santa Scholastica in Subiaco begraben.